# Рузделька
Рузделька — река в России, протекает по Одинцовскому району Московской области, правый приток Малодельни.

## География
Рузделька берёт начало в болоте, в 3 километрах к западу от деревни Покровское, далее течёт, в основном, на восток, преимущественно через леса, впадает в Молодельню в деревне Сергиево. Длина реки составляет 7 км, площадь водосборного бассейна — 20 км².
Происхождение названия не установлено, также встречаются различные написания: в материалах Звенигородской биостанции употреблён вариант Рузделка, в Энциклопедии российских деревень 1994 года — Узденка.